# 한용수
한용수(韓龍洙, 1990년 5월 5일~)는 대한민국의 축구 선수로, 포지션은 수비수이다. 현재 경남 FC 소속이다.

## 구단 경력
한용수는 2012 K리그 드래프트에서 제주에 1순위로 지명되면서 프로 경력을 시작했다. 이후 2012년 4월 14일에 열린 포항 스틸러스와의 경기에서 데뷔전을 치렀다. 제주 유나이티드에 입단한 첫 해에도 불구하고 신인왕 후보까지 거론되는 좋은 활약으로 중앙 수비 주전 한자리를 차지했다. 하지만 2013년시즌을 앞두고 일본 오키나와로 간 전지훈련에서 오른쪽 중족골 새끼 발가락에 피로 골절 부상을 당하여 그 해 시즌 아웃되었다.
이후 2015년까지 같은부위 반복적인 골절로 인해 4급 판정을 받아 2016년 4월부터 K3리그의 포천시민축구단에서 군 복무를 하였다.
2018년 여름 이적시장으로 통해 K리그1의 강원 FC에 입단하였다.
2020시즌을 앞두고 광주 FC로 이적했다.
2021시즌을 앞두고 K리그2의 충남 아산 축구단에 입단했다.
2022시즌을 앞두고 서울 이랜드 FC에 입단했다.
2024시즌을 앞두고 경남 FC에 입단했다.